# Слоновска птица
Слоновска птица (Aepyornis maximus) је изумрла врста птице тркачице са Мадагаскара. Иако је џиновска моа била виша од ње, слоновска птица је имала највећу масу у птичјем свету. Била је висока око 3 m и тешка више од 400 kg. Имала је дебеле ноге са великим стопалима, снажан врат, малу главу и јак кљун. Перје јој је личило на длаку. Кретала се споро и хранила плодовима биљака. Снела би највеће јаје у животињском свету, чак веће и од диносаурусових. Јаја су била дугачка 33 cm. 
О слоновској птици се веома мало зна. Први људи су населили Мадагаскар између 3. и 6. века, допловивши са острва Малајског архипелага, а касније и из Африке. Постоје докази да су се хранили месом слоновске птице и њеним јајима. Љуске од јајета су пронађене на местима где су ложили ватру, а на њиховим костима се могу видети трагови касапљења. Једно јаје слоновске птице је могло да прехрани читаву породицу. Арапски и индијски трговци су у средњем веку посећивали Мадагаскар и враћали се са причама о огромним птицама, уз то доносећи њихова јаја. Вероватно је легенду о џиновској птици „Рук“ , која се спомиње у причи о Синбаду морепловцу, инспирисала управо слоновска птица. Марко Поло пише у својим мемоарима 1298. године, да га је Кан слао на Мадагаскар, како би испитао наводе о џиновским птицама. 
Европљани, односно Португалци, први пут стижу до обала Мадагаскара 1500. године. Французи су почели да успостављају насеобине у 17. веку. Верује се да је у то време још постојала слоновска птица, иако је била веома ретка. Европљани нису продирали у унутрашњост Мадагаскара и вероватно нико од њих није ни видео ову птицу. Француски гувернер острва, Етјен де Флакур, пише 1658. године : „Воромпатра – велика птица што борави у Ампатресу и полаже јаја као нојеви; да их људи из ових крајева не би однели, тражи најскровитија места“. Воромпатра је домородачки (малгашки) назив за слоновску птицу, а Ампатрес је некадашњи назив за област на југу острва.
Претпоставља се да је слоновска птица изумрла најкасније у 17. веку, иако нема много доказа за то. Вероватно, главни узрок њеног изумирања је вишевекно ловљење од стране домородаца и скупљање јаја. Постоје сачувана јаја ове птице у светским музејима, као и понеки скелети.